# Nazi Punks Fuck Off
Nazi Punks Fuck Off (Nazipunks, verpisst euch) ist ein Lied der amerikanischen Punkband Dead Kennedys. Es wurde von Jello Biafra als Reaktion auf gewalttätige Tendenzen in der Punk-Szene geschrieben. Nach seiner Veröffentlichung wurde es in den frühen 1980er Jahren zum Slogan der politisch linken Punk-Szene gegen neonazistische Strömungen im Hardcore Punk.

## Hintergründe
Insbesondere der frühe Hardcore-Punk Ende der 1970er, Anfang der 1980er Jahre war bekannt für rechtsideologische Strömungen. Liedtexte wie Guilty of Being White von Minor Threat oder Texte von Agnostic Front oder den Cro-Mags wurden als rassistisch und ausländerfeindlich interpretiert, und spätestens seit der Frühphase des amerikanischen Hardcores Anfang der 1980er Jahre bestand eine Untergrund-Szene rassistischer und ausländerfeindlicher Punkbands. Jello Biafra hatte das Lied 1981 ursprünglich als Statement gegen Gewalt bei Punkkonzerten geschrieben, die sich in einem gewalttätigen Tanzstil und in Schlägereien am Rande von Konzerten ausdrückte. Diese Punkfans verhielten sich nach Ansicht Biafras „wie ein Haufen Nazis“. Sowohl die Bezeichnung Nazi Punk als auch der Titel des Liedes fanden rasche Verbreitung in der linken Punk-Szene und das Lied entwickelte sich zu einer Hymne gegen neonazistische Strömungen im Hardcore Punk.

## Aufnahme und Veröffentlichung
Aufgenommen wurde das Lied im Mobius Music Studio in San Francisco, produziert von der Band selber. Das Lied erschien erstmals 1981 bei Alternative Tentacle als Single Nazi Punks Fuck Off! mit der B-Seite Moral Majority. Auf dem Singlecover war eine durchgestrichene Swastika abgebildet. Im Dezember 1981 war das Stück auf der EP In God We Trust, Inc. enthalten.
Die englische Grindcore-Band Napalm Death nahm 1993 eine Coverversion des Liedes auf und veröffentlichte eine Single bei Earache Records. Alle Einnahmen aus dieser Veröffentlichung spendete die Band an antifaschistische Vereinigungen. Das Lied ist seitdem fester Bestandteil des Live-Repertoires der Gruppe.